# 146 Lucina
146 Lucina eller 1950 CY är en asteroid upptäckt 8 juni 1875 av den franske astronomen Alphonse Borrelly vid Marseille-observatoriet. Asteroiden har fått sitt namn efter Lucina inom romersk mytologi.

## Måne
Baserat på en ockultation 1982 kunde man fastställa att asteroiden har en måne. Avståndet mellan månen och Lucina är 1 500 km och månen är 6 km i diameter. Fyndet bekräftades 2003 då man hade utfört astrometriska mätningar. Avståndet mellan Lucina och månen beräknas enligt de senare mätningarna vara 500 km.